# Clapton Community Football Club
El Clapton Community Football Club és un club de futbol anglès del barri londinenc de Forest Gate. Tant l'equip masculí com l'equip femení juguen a The Old Spotted Dog Ground.

## Història
El Clapton Community FC es va fundar el 27 de gener de 2018 per seguidors desil·lusionats del Clapton FC després del que van considerar una mala gestió del club pel president Vince McBean. Durant la seva primera temporada el Clapton Community FC va vendre 11.500 samarretes de la seva equipació de visitant, de les quals 5.500 a Espanya, car homenatja les Brigades Internacionals i es basa en els colors de la Bandera de la Segona República Espanyola.
L'11 de maig de 2019, el Clapton Community FC va guanyar la Middlesex County League Division One (Central and East), guanyant l'ascens a la Premier Division, després d'una victòria per 3-0 contra el FC Roast.

El juny de 2019 el club va anunciar la formació d'un equip femení amb l'antic primer equip de l'AFC Stoke Newington. L'equip femení va competir a la Division One de la Greater London Women's Football League la temporada 2019-20, però va ser ascendit a la London and South East Women's Regional Football League Division One North la temporada 2021-22. A la Women FA Cup va aconseguir el seu major èxit de la història del club eliminant el Hounslow WFC de la 3a divisió.

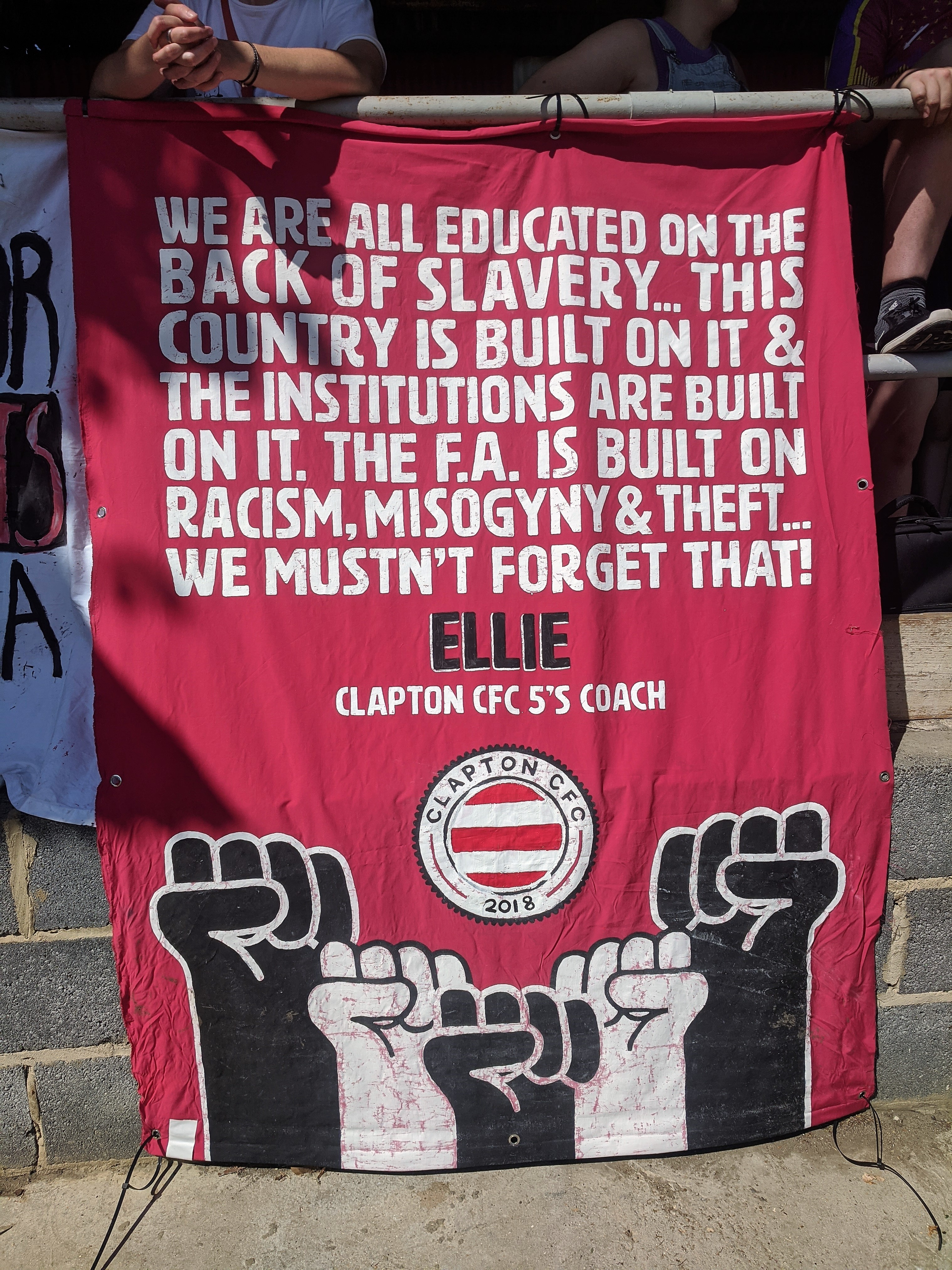

L'afició del Clapton Community FC s'ha significat amb posicions d'esquerres i s'autoproclama antifeixista. El club compta amb una sèrie de grups d'aficionats esportius radicals com els Clapton Punks, els Gravy Ultras, Brigata Ultra Clapton, els SimpleTons i els UmarellOldtras.